# Сондермайер, Станислав
Станислав Сондермайер (серб. Станислав Сондермајер, пол. Stanisław Sondermeyer; 5 сентября 1897, Белград — 5 августа 1914, Добрич) — сербский солдат польского происхождения, самый молодой солдат сербской армии на начало Первой мировой войны и её участник (вместе с тем не самый молодой участник войны, коим является Момчило Гаврич). Участвовал в Церской битве и погиб в ней.

## Биография
Родился 5 сентября 1897 в Белграде. Отец — врач-хирург Роман Сондермайер, уроженец Черновцов, который в 1899 году поселился окончательно в Сербии. Роман Сондермайер был полковником санитарной службы, начальником военно-медицинской службы сербской армии с 1912 по 1918 год и основателем сербской военно-полевой хирургии. Мать — Станислава Сондермайер (в девичестве Джурич), сестра милосердия в сербской армии со времён начала Балканских войн. В семье также были сыновья Тадия и Владислав и дочь Ядвига.
Станислав учился в шестом классе 2-й Белградской гимназии, когда разразилась Первая мировая война. Добровольцем он захотел отправиться на фронт, следуя примеру семьи: в войну были вовлечены родители юноши, его братья и сёстры. Тадия был инженером и служил в сербской авиации, Владислав также сражался в сербской армии, Ядвига была сестрой милосердия в сербской армии. Отец не разрешил сыну идти на фронт, и тот в итоге сам сбежал из родительского дома. Как рассказывала Загорка Сондермайер, невестка Станислава, желание юноши помочь своей родине оказалось сильнее инстинкта самосохранения, и тот прибыл в сербские войска под Шабацем. Держа пистолет в руке, юноша умолял офицеров пустить его сражаться, и те согласились: у многих, по свидетельствам, выступали слёзы на глазах при виде юноши, готового умереть за Родину. В итоге Станислав был зачислен во 2-й (по другим данным, в 3-й) кавалерийский полк.
5 августа 1914 Станислав «Сташко» Сондермайер сражался в Церской битве и был убит у деревни Добрич. Женщины и дети из села Богосавац, прибыв на поле боя, обнаружили тело молодого человека в военно-морской униформе и похоронили там же. Рядом с телом был обнаружен дневник, завёрнутый в носовой платок: в дневнике были обнаружены записи Станислава. В них он переживал остро смерть своей матери (это случилось через два дня после мобилизации сербской армии), а также описывал свои ощущения от пребывания на фронте. 5 августа 2011 останки Станислава перезахоронили в селе Богосовац, отслужив поминальный молебен.

## Память
Староста класса гимназии Миодраг Ибровац, переживая гибель своего одноклассника, говорил:

Сердце разрывается: молодой, а уже такой славный, юный герой 3-го Кавалерийского полка уснул вечным сном на поле чести.
Оригинальный текст (серб.)Од срца жаљен, млад, а тако славан, мали јунак Трећег коњичког пука борави вечни сан на пољу части

Память о Станиславе Сондермайере увековечила и поэтесса Исидора Секулич: в 2011 году, в день гибели Станислава, с согласия потомков семьи Сондермайер, были опубликованы записи об отважном солдате, сделанные Исидорой:

Давно не радуясь, рада была диадеме чистых твоих детских глаз. Говорил ты, что любишь Сербию, свободу и одного принца. И с тобой вместе я любила Сербию.
Оригинальный текст (серб.)Давно необрадована, обрадовала сам се диадеми чистих твојих детињих очију. Причао си да волиш Србију, слободу и једног принца. И са тобом заједно, ја сам волела Србију.